# Renascimentos medievais
Renascimentos medievais foram períodos caracterizados por uma renovação cultural significativa em toda a Europa Ocidental medieval. Estas são efetivamente vistas como ocorrendo em três fases - a Renascença Carolíngia (séculos VIII e IX), a Renascença Otoniana (século X) e a Renascença do século XII.
O termo foi utilizado pela primeira vez pelos medievalistas no século XIX, por analogia com o conceito historiográfico do Renascimento italiano dos séculos XV e XVI. Isto foi notável pois marcou uma ruptura com a historiografia dominante da época, que via a Idade Média como uma Idade das Trevas. O termo sempre foi objeto de debate e crítica, especialmente sobre a difusão de tais movimentos de renovação e sobre a validade de compará-los com o Renascimento.

## Renascimentos pré-carolíngios
Como salienta Pierre Riché, a expressão "Renascença Carolíngia" não implica que a Europa Ocidental fosse bárbara ou obscurantista antes da era carolíngia. Os séculos que se seguiram ao colapso do Império Romano no Ocidente não assistiram a um desaparecimento abrupto das antigas escolas, das quais surgiram Marciano Capela, Cassiodoro e Boécio, ícones essenciais da herança cultural romana na Idade Média, graças às quais as disciplinas das artes liberais foram preservadas. A queda do Império Romano Ocidental viu a "Renascença Vândala" dos reis Trasamundo e Hilderico no final do século V e início do século VI no Norte da África, onde ambiciosos projetos arquitetônicos foram encomendados, sendo que os reis vândalos vestiam-se em estilo imperial romano, em um período em que tradições intelectuais, poesia e literatura floresciam. A educação clássica e o estilo de vida opulento da elite romano-africana foram mantidos, como se pode ver nos abundantes textos classicizantes que surgiram neste período. O século VII viu a "Renascença Isidoriana" no Reino Visigótico da Hispânia em que as ciências floresceram e ocorreu a integração do pensamento cristão e pré-cristão, enquanto a propagação das escolas monásticas irlandesas (scriptoria) em toda a Europa lançaram as bases para o Renascimento Carolíngio. Houve um florescimento semelhante na Renascença da Nortúmbria dos séculos VII e VIII.